# Bo
Bo este un oraș situat în pareta central-sudică Sierra Leone. Din punct de vedere demografic, ocupă locul al doilea după capitala Freetown.